# Leptoria irregularis
Leptoria irregularis is een rifkoralensoort uit de familie van de Merulinidae. De wetenschappelijke naam van de soort is voor het eerst geldig gepubliceerd in 1990 door Veron.